# Gramsbergen

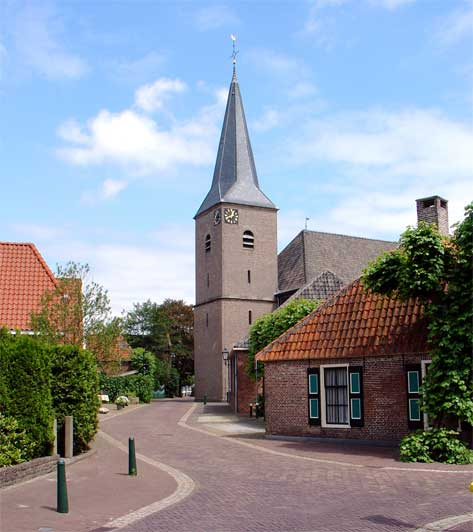
Gramsbergen: la chiesa protestante

Gramsbergen  (in basso sassone: Grambarg(e)n o Gramsbärge) è una località di circa 2.700-2.800 abitanti del nord-est dei Paesi Bassi, facente parte della provincia dell'Overijssel e situata nella regione di Salland, al confine con la Germania.  Dal punto di vista amministrativo, si tratta di un ex-comune, dal 2001 accorpato nella municipalità di Hardenberg.
Tra la fine del XIV secolo e gli inizi del XIX secolo, costituiva una signoria.

## Geografia fisica
Gramsbergen si trova nella parte nord-orientale della provincia dell'Overijssel, al confine con la provincia della Drenthe e al confine con il Land tedesco della Renania Settentrionale-Vestfalia, a circa 8 km a nord-est di Hardenberg.

## Storia

### Dalle origini ai giorni nostri
Le origini di Gramsbergen risalgono probabilmente al 1225 circa.
A partire dal 1380, si hanno poi notizie della signoria di Gramsbergen, allorché si fa menzione di un certo Egbert von Gramsbergen. I signori divennero in seguito, a partire dal 1413, drost del Salland.
Nel 1552, il villaggio fu invaso dalle truppe della Gheldria, ma fu subito liberato dal drost di Twickel.
Poco più di un secolo dopo, segnatamente nel 1673, il villaggio fu invaso dalle truppe di Münster.
Nel 1777, 42 delle 58 case di Gramsbergen andarono completamente distrutte in un in incendio, e l'anno seguente, il villaggio contava appena 342 abitanti.
Nel 1822, fu soppressa la signoria di Gramsbergen.

### Simboli
Nello stemma di Gramsbergen, fornito di corona, sono raffigurati tre cerchi color oro su sfondo blu/azzurro.
I tre cerchi dorati fanno riferimento a tre viaggi compiuti consecutivamente nel XII secolo da un signore di Gramsbergen, viaggi da ognuno dei quali tornò con una moneta bizantina dorata.

## Monumenti e luoghi d'interesse
Gramsbergen vanta 9 edifici classificati come rijksmonumenten e 10 edifici classificati come gemeentelijke monumenten.

### Architetture religiose

#### Chiesa protestante
Tra gli edifici principali, figura la chiesa protestante, costruita nel 1878, dopo la distruzione della chiesa preesistente, avvenuta nel 1672.

## Società

### Evoluzione demografica
Nel 2011 Gramsbergen contava una popolazione stimata di 2.760 abitanti.
La località ha conosciuto quindi un incremento demografico rispetto al 2008, quando contava 2.735 abitanti, ma un decremento demografico rispetto al 2001, quando contava 2.830 abitanti.

## Sport
- La squadra di calcio locale è l'SV Gramsbergen[8]